# Palatalhaken

Von links nach rechts: Palatalhaken, Eng (normaler Haken), Zeichen für den stimmhaften palatalen Nasal, Retroflexhaken

Der Palatalhaken ist ein diakritisches Zeichen, welches früher im Internationalen Phonetischen Alphabet enthalten war.
Der Palatalhaken diente dazu, palatalisierte Konsonanten, wie sie etwa im Russischen vorkommen, darzustellen. Er hatte üblicherweise die Form eines kleinen Hakens nach links, welcher sich im Gegensatz zu einem normalen Haken nicht mit dem Konsonanten verband, sondern seitlich separat stand. Die Zeichen ʃ und ʒ besaßen Sonderformen mit einer Schleife (ʆ, ʓ), manche Autoren verwendeten aber auch hier den Palatalhaken. Seit 1989 wird der Palatalhaken offiziell nicht mehr verwendet, stattdessen soll die Palatalisierung durch ein hochgestelltes kleines j dargestellt werden.
Unicode enthält vorgefertigte Zeichen im Unicodeblock Phonetische Erweiterungen, Ergänzung, weitere Zeichen lassen sich durch Nachstellen des kombinierenden Palatalhakens am Codepunkt U+0321 darstellen.